# Петре Мелікішвілі
Професор Пе́тре Мелікішві́лі (груз. პეტრე მელიქიშვილი; рос. Пётр Григориевич Меликов; 11 липня (29 червня) 1850, Тифліс — 23 березня 1927, Тифліс) — грузинський вчений у галузі хімії, доктор хімічних наук, член-кореспондент Академії наук СРСР (1927 рік), лауреат Ломоносівської премії (1899 рік, Петербурзька АН, разом із Левом Писаржевським). Один з засновників та перший ректор Тбіліського університету (1918 рік). Першим відкрив та дослідив гліцинідні кислоти. Вперше отримав перекис амонію та перборат натрію, а також запропонував кілька аналітичних методів.

## Життєпис
Петре Мелікішвілі походить з вірменсько-грузинського дворянського роду Мелікішвілі. Батьки Мелікішвілі у 1840-х роках переїхали з міста Ахалцихе до міста Тифліс (нині Тбілісі), де і народився Петре 11 липня (29 червня) 1850 року. 1868 року Петре закінчив Тифліську гімназію, а вже наступного року поступив до Імператорського Новоросійського університету (нині — Одеський національний університет імені І. І. Мечникова) у місті Одеса.

Петре Мелікішвілі разом зі студентами Новоросійського університету

Серед викладачів навчального закладу на той час було багато видатних науковців: Лев Ценковський, Микола Соколов, Ілля Мечников тощо. У 1872 році юнак з відзнакою закінчив фізико-математичний факультет університету, а наступного року написав свою першу наукову роботу. Незабаром хлопець був відправлений за кордон, звідки повернувся 1875 року. У 1878–1881 роках Петре вивчав будову та реакційну здатність акрилової, кротонової, ізокротонової, ангелікової, тіглінової кислот та їх похідних. У 1880 році грузинський вчений, незалежно від Еміля Ерленмеєра, відкрив та вивчив новий клас органічних сполук — гліцинідні кислоти. Того ж року Петре вперше синтезував в-аміномолочную кислоту, названу ним «ізосеріном». 1881 року студент захистив магістерську дисертацію «Про похідні акрилової кислоти», а через три роки почав працювати доцентом на кафедрі агрономії. У 1885 році Мелікішвілі захистив докторську дисертацію «Про похідні ізомерних кротонових кислот». З 1885 року до 1917 року Мелікішвілі працював у цьому університеті, як професор. З 1893 року хімік почав працювати переважно в галузі неорганічної хімії. У 1897–1913 роках Мелікішвілі разом із Левом Писаржевським синтезував надкислоти деяких хімічних елементів: бору, ванадію, вольфраму, молібдену, ніобія, танталу, титану та урану. 1899 року вчений став лауреатом Ломоносовської премії Петербурзької АН.
Був одним із засновників Вищих жіночих курсів в Одесі (ОВЖК) і протягом багатьох років - деканом фізико-математичного факультету курсів. В 1911 році був директором ОВЖК.
Брав безпосередню участь у заснуванні Тбіліського університету. 13 січня 1918 року на першій офіційній зустрічі Ради професорів Мелікішвілі був обраний першим ректором університету. 17 грудня наступного року Петре на цій посаді змінив Іване Джавахішвілі через політичні відносини Мелікішвілі з генерал-губернатором. Однак вже 30 липня 1921 року грузинський хімік став деканом факультету агрономії.
Помер 23 березня 1927 року у віці 77 років у місті Тифліс. Мелікішвілі було поховано у саду першого корпусу Тбіліського університету, а на могилі встановлено бюст.

## Наукова діяльність
Усього Петре написав близько 80-ти наукових робіт у різноманітних галузях хімії. Праці Мелікішвілі, пов'язані з похідними ненасичених кислот:
- Ueber die Addition der unterchlorigen Saure zu beta-Crotonsaure (1882 рік)
- Действие хлорноватистой кислоты на ангеликовую // Журнал Русского Химического Общества. — Вип. XIX. — С. 524.
- О глицидных кислотах // Журнал Русского Химического Общества. — Вип. XVIII. — С. 287.
- О строении хлорооксимасляной кислоты // Журнал Русского Химического Общества. — 1886. — Вип. XVIII.

У галузі неорганічної хімії вчений досліджував перекисні сполуки і доказав, що більшість солей такого типу є поєднанням надкислот з перекисом основи, а також довів існування перекису амонію:
- Ueber-uransaure und ihre Saize. — 1897.
- Das Ammoniumperoxid // Z. an. Ch.. — 1898. — Вип. XVIII.
- Исследование над перекисями и надкислотами. — 1900.

Інші праці:
- О химическом составе южнорусской пшеницы 1881 г.
- Фторованадиевые соединения // Известия Императорской Академии Наук. — 1901. — Вип. XV.
- Отношение перекиси к некоторым солям // Журнал Русского Химического Общества. — 1902.
- Ortho-Pervanadate (1909 рік)
- Dosage de l'acide phosphorique en presence d'acide silique colloidal // Comptes rendu. — 1911.
- Чувствительная реакция на молибденовую кислоту // Журнал Русского Химического Общества. — 1912.
- О производных акриловой кислоты// Журнал Русского физико-химического общества. – 1881. – Т. 13, вып. 1. – С. 155 – 162.
- Отношение перекиси водовода к некоторым солям // Журнал Русского физико-химического общества. – 1902. – Т. 34, вып. 2. – С. 207 – 210.
- Вина Одесского уезда.// Вестник виноделия. – 1898. – Т. 7, №. 11. – С. 675 – 678.

## Вшанування пам'яті
Ім'ям Мелікішвілі названо одну з вулиць Батумі, а також у 1929 році його ім'ям було названо інститут хімії АН Грузинської РСР.